# Augustine Washington
Augustine Washington, Sr. ([ˈwɔʃʃinton]; Contea di Westmoreland, 12 novembre 1694 – Ferry Farm, 12 aprile 1743), è stato un militare britannico.
Fu un planter e un proprietario di schiavi. È ricordato in particolare per essere stato il padre del generale George Washington, primo presidente degli Stati Uniti.

## Biografia
Augustine Washington nacque alla contea di Westmoreland, il 12 novembre 1694 dal capitano Lawrence Washington, un capitano della milizia e membro della House of Burgesses della Virginia, e da Mildred Warner.
Suoi nonni paterni erano il tenente colonnello John Washington (c. 1631–1677) e della sua prima moglie, Anne Pope.
Augustine aveva solo quattro anni quando suo padre morì. Ereditò 4 km2 di terreno presso Bridges Creek nella contea di Westmoreland in Virginia; sua sorella Mildred ereditò la parte della proprietà denominata Little Hunting Creek; entrambi ereditarono anche degli schiavi.
Quando Washington raggiunse la maggiore età nel 1715, sposò Jane Butler, un'orfana che aveva ereditato giovanissima 2,6 km2 di terreni agricoli da suo padre. La giovane coppia si insediò nella proprietà di Bridges Creek. Washington fu attivo nella chiesa anglicana e nella politica locale. Prestò giuramento come giudice di pace della contea nel luglio del 1716, ed ivi fu sceriffo.
Nel 1718, Washington acquistò delle terre press Popes Creek, aggiungendole alla sua proprietà di Bridges Creek. Nel 1726 circa, costruì una nuova casa in questo luogo (poi denominata Wakefield). Nel medesimo anno, acquistò la tenuta di Little Hunting Creek da sua sorella Mildred. Washington e la sua prima moglie, Jane Butler, ebbero insieme quattro figli, di cui solo due (Lawrence e Augustine Jr.) raggiunsero l'età adulta. Nel 1725, Augustine entrò in affari con la Principio Company of England interessandosi dell'estrazione e della lavorazione del ferro a Accokeek Creek nella contea di Stafford. Dopo la morte di Jane nel novembre del 1728 o del 1729, Washington sposò Mary Ball nel 1731, e nel 1735, la famiglia si spostò nella proprietà di Little Hunting Creek, nei pressi della fornace di Accokeek.
Nel 1738, Augustine Washington acquistò 150 acri della proprietà di Strother presso il fiume Rappahannock e spostò la famiglia in quel luogo sul finire dello stesso anno.

### Eredità
Dopo la morte di Washington nel 1743 all'età di 48 anni, suo figlio George ereditò la proprietà di Strother e gli schiavi ad essa collegati. Dal momento che il bambino aveva solo 11 anni, sua madre Mary gestì per lui la proprietà sino a quando non raggiunse la maggiore età. Ella visse nella proprietà sino al 1772.
Lawrence ereditò la proprietà di Little Hunting Creek e la rinominò Mount Vernon, in onore dell'ammiraglio Edward Vernon, sotto il quale aveva servito nella marina inglese nel 1741 durante la Battaglia di Cartagena de Indias.
Augustine Jr. ereditò la proprietà e gli schiavi di Popes Creek. Alla sua morte, Augustine Washington Sr. aveva un totale di 64 schiavi che erano assegnati nelle varie piantagioni.
Secondo la volontà di Augustine, se Lawrence fosse morto senza eredi, la proprietà di Little Hunting Creek sarebbe passata ad Augustine Jr. con la condizione che avrebbe dovuto cedere Popes Creek a George. Se Augustine Jr. non avesse voluto la proprietà di Little Hunting Creek, questa sarebbe passata a George. Alla morte di Lawrence, Augustine Jr. rifiutò di cedere Popes Creek, e quindi George alla fine ereditò la proprietà di Little Hunting Creek.
La vedova di Lawrence Washington, Ann, si interessò largamente alla piantagione di Little Hunting Creek. Si risposò ma non visse mai più a Mount Vernon, lasciando la proprietà alla gestione completa di George Washington dal 1754. Alla sua morte nel 1761, George Washington ereditò i pieni di diritti sulla piantagione.

## Matrimoni e figli
Augustine Washington si sposò due volte. La prima volta fu con Jane Butler da cui ebbe:
- Butler Washington (1716–1716)
- Lawrence Washington (1718–1752)
- Augustine Washington Jr. (1720–1762)
- Jane Washington (1722–1735)

La seconda volta, si risposò con Mary Ball, dalla quale ebbe:
- George Washington (1732–1799)
- Betty Washington Lewis (1733–1797)
- Samuel Washington (1734–1781)
- John Augustine Washington (1736–1787)
- Charles Washington (1738–1799)
- Mildred Washington (1739–1740)

## Albero genealogico
|                          |                         |                             | Genitori             |  |  | Nonni |  |  | Bisnonni            |  |  | Trisnonni           |  |
|                          |                         |                             |                      |  |  |       |  |  | Lawrence Washington |  |  | Lawrence Washington |  |
|                          |                         |                             |                      |  |  |       |  |  | Lawrence Washington |  |  | Lawrence Washington |  |
|                          |                         | Margaret Butler             |                      |  |  |       |  |  | Lawrence Washington |  |  |                     |  |
| John Washington          |                         |                             |                      |  |  |       |  |  | Lawrence Washington |  |  |                     |  |
|                          |                         | Amphillis Twigden           | John Twigden         |  |  |       |  |  |                     |  |  |                     |  |
|                          |                         | Amphillis Twigden           | John Twigden         |  |  |       |  |  |                     |  |  |                     |  |
|                          |                         | Amphillis Twigden           | Anne Dickens         |  |  |       |  |  |                     |  |  |                     |  |
| Lawrence Washington      |                         | Amphillis Twigden           |                      |  |  |       |  |  |                     |  |  |                     |  |
|                          |                         | Col. Nathaniel Pope         | Thomas Richard Pope  |  |  |       |  |  |                     |  |  |                     |  |
|                          |                         | Col. Nathaniel Pope         | Thomas Richard Pope  |  |  |       |  |  |                     |  |  |                     |  |
|                          |                         | Col. Nathaniel Pope         | Elizabeth Thomas     |  |  |       |  |  |                     |  |  |                     |  |
| Anna Pope                |                         | Col. Nathaniel Pope         |                      |  |  |       |  |  |                     |  |  |                     |  |
|                          |                         | Lucy Ann Fox                | John Luce Fox        |  |  |       |  |  |                     |  |  |                     |  |
|                          |                         | Lucy Ann Fox                | John Luce Fox        |  |  |       |  |  |                     |  |  |                     |  |
|                          |                         | Lucy Ann Fox                | Susannah Smith       |  |  |       |  |  |                     |  |  |                     |  |
| Augustine Washington     |                         | Lucy Ann Fox                |                      |  |  |       |  |  |                     |  |  |                     |  |
|                          | Col. Augustine Warner I | Cap. Thomas Hoverton Warner |                      |  |  |       |  |  |                     |  |  |                     |  |
|                          | Col. Augustine Warner I | Cap. Thomas Hoverton Warner |                      |  |  |       |  |  |                     |  |  |                     |  |
|                          | Col. Augustine Warner I | Elizabeth Sotherton         |                      |  |  |       |  |  |                     |  |  |                     |  |
| Col. Augustine Warner II | Col. Augustine Warner I |                             |                      |  |  |       |  |  |                     |  |  |                     |  |
|                          |                         | Mary Townley                | Lawrence Townley III |  |  |       |  |  |                     |  |  |                     |  |
|                          |                         | Mary Townley                | Lawrence Townley III |  |  |       |  |  |                     |  |  |                     |  |
|                          |                         | Mary Townley                | Jennett Halstead     |  |  |       |  |  |                     |  |  |                     |  |
| Mildred Warner           |                         | Mary Townley                |                      |  |  |       |  |  |                     |  |  |                     |  |
|                          |                         | Col. George Reade           | Robert Reade         |  |  |       |  |  |                     |  |  |                     |  |
|                          |                         | Col. George Reade           | Robert Reade         |  |  |       |  |  |                     |  |  |                     |  |
|                          |                         | Col. George Reade           | Mildred Windebank    |  |  |       |  |  |                     |  |  |                     |  |
| Mildred Reade            |                         | Col. George Reade           |                      |  |  |       |  |  |                     |  |  |                     |  |
|                          |                         | Elizabeth Martiau           | Nicholas Martiau     |  |  |       |  |  |                     |  |  |                     |  |
|                          |                         | Elizabeth Martiau           | Nicholas Martiau     |  |  |       |  |  |                     |  |  |                     |  |
|                          |                         | Elizabeth Martiau           | Jane Berkeley        |  |  |       |  |  |                     |  |  |                     |  |
|                          |                         | Elizabeth Martiau           |                      |  |  |       |  |  |                     |  |  |                     |  |